# 清水沙也佳
清水 沙也佳（しみず　さやか、1991年7月12日 - ）は、日本のモデル、歌手。
京都府出身。エイベックス・プランニング&デベロップメント所属だったが合併により2017年4月1日からエイベックス・マネジメントに所属。同志社女子中学校・高等学校→同志社大学卒業。主に関西で活動中。

## 略歴
2010年、関西のミスコン「プリンセス関西」（プリカン）に出場してCASEMAN賞を受賞。2012年には神戸コレクション「ワンライフモデルオーディション」のファイナリストに選ばれた。
JJ、Ray、ViVi、BLENDAなどの読者モデルとして活躍。「JJ x おしゃP」プロジェクトや「HAREproject」にもモデルとして参加する他、2013年からはガールズDJユニット「SHELLA Girls」（シェラガールズ）のメンバーとしても活動している。
2014年9月6日、東京ガールズコレクション2014A/W（於：さいたまスーパーアリーナ）で行われた「TOKYO GIRLS AUDITION 2014 AUTUMN/WINTER」に出場し、審査員特別賞を受賞した。

## 人物
- 当初は本名で活動していたが、2010年より芸名を「LiZ」、現在は「LYZ」として活動していることが多い。
- 趣味は歌うこと。中学時代からバンドを組み、高校時代は軽音楽部に所属していた[1]。
- 特技はタイピングが早いこと。
- ミスFLASH2015のファイナリストだったグラビアモデル・寺口智香と仲が良い[10]。
- 目標とする人物：鈴木えみ

## 出演

### TV
- 「DRESS」（MBS）
- 「チュートリアル×ブラックマヨネーズ 天下取り宣言2011」（関西テレビ・2011年1月2日放送[11]）
- 「ビーバップ!ハイヒール」（ABC・2011年11月3日放送“合体美人ライバトル!”コーナーに出演[12]）

### 雑誌
- JJ (雑誌)
- ViVi
- BLENDA

### その他
- 「デコラガール」イメージモデル（2016年）[2]
- 「Ravijour」モデル（2018年）[13]